# بني زيد (كلاز)
بني زيد هي إحدى مشيخات المملكة المغربية، تتبع جغرافيا لإقليم تاونات وإداريًا لكلاز. يقدر عدد سكانها بـ 7457 نسمة حسب الإحصاء الرسمي للسكان والسكنى لسنة 2004.